# Área natural La Ciénaga

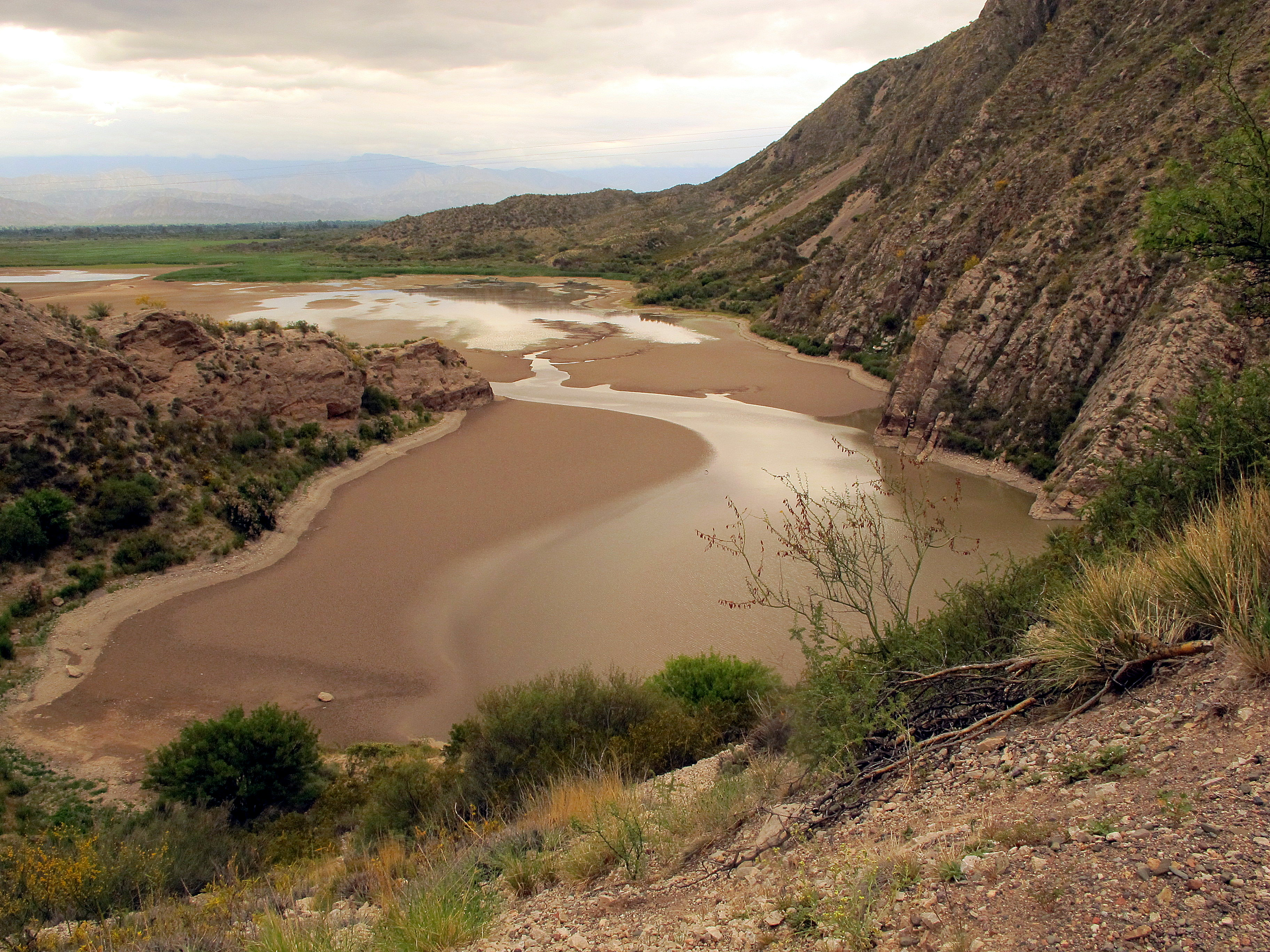
Área natural protegida La Ciénaga.

La Ciénaga es un área natural protegida situada en el departamento Jáchal en la provincia de San Juan, Argentina.
La protección fue establecida mediante la ley provincial n.º 7640 del año 2005, con el objetivo de preservar los valores geológicos y arqueológicos del lugar.

## Características generales
El área protegida abarca una superficie de 9600 ha., en el departamento Jáchal, al norte de la provincia de San Juan, a una distancia de aproximadamente 25 km de San José de Jáchal y 179 km de la capital provincial.
La zona reúne valores destacables desde el punto de vista paisajístico y particular riqueza geológica. La ley provincial n.º 7640 del año 2005 que estableció la protección del área, destaca la necesidad de preservar el ecosistema de toda acción humana que resulte un riesgo potencial para el patrimonio natural de la región.

## Geología

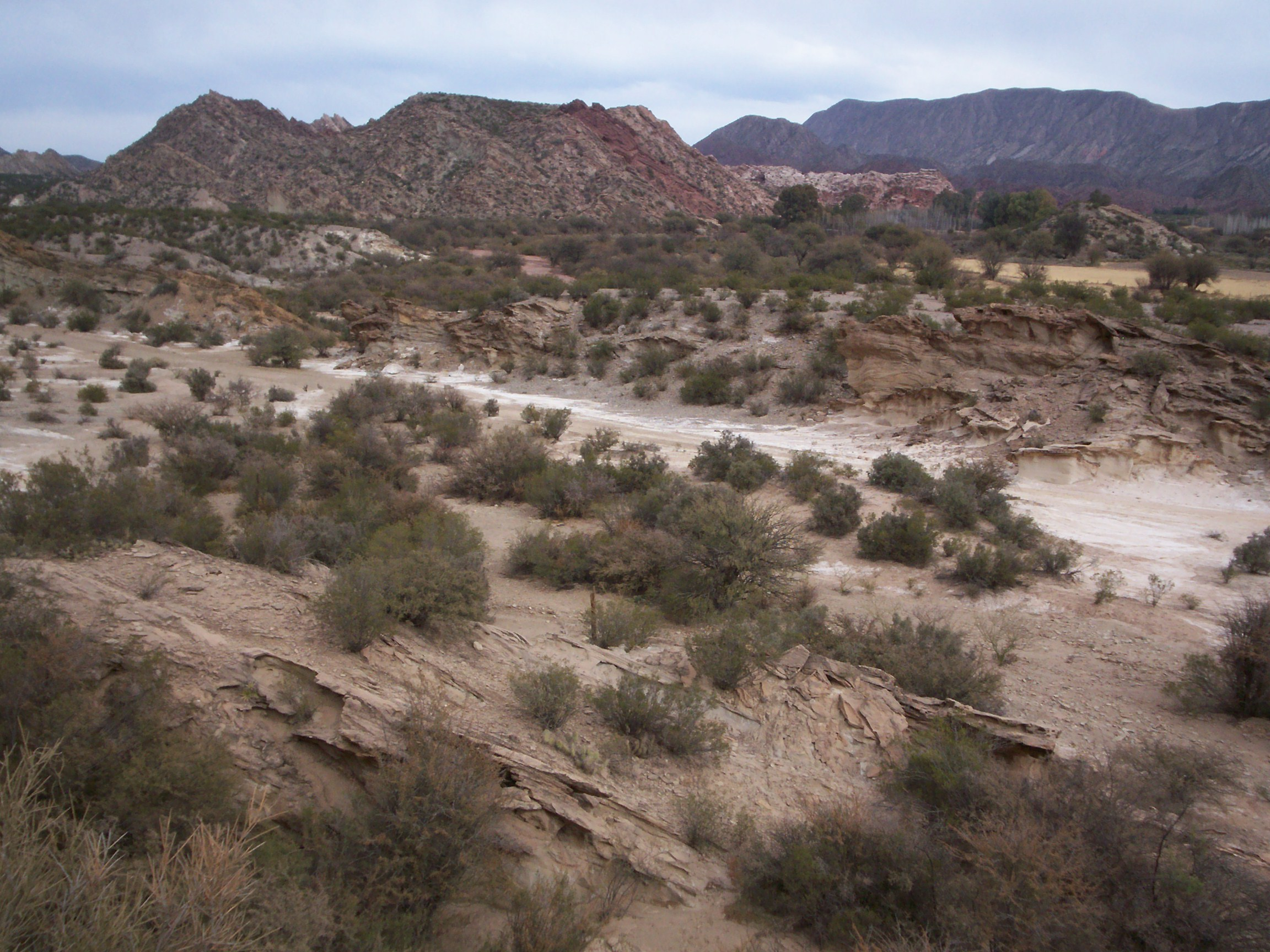
La Ciénaga, vista desde la cuesta de Huaco.

La conformación del lugar permite que la observación y el estudio de sus características geológicas se realice con relativa facilidad. Por este motivo, algunas publicaciones califican a la región de La Ciénaga como "un aula a cielo abierto".

En alguna medida, la formación tiene características similares a Ischigualasto, reunidas en una superficie de menor tamaño.
Ubicada en la precordillera, muestra formaciones expuestas de rocas sedimentarias y otros estratos cuya antigüedad parte del paleozoico inferior.

En algunos sitios, se han encontrado fósiles de helechos y moluscos del período ordovícico, datados en 400 millones de años.

## Flora
La cubierta vegetal está compuesta por algarrobos en las variedades blanco (Prosopis alba) y negro o dulce (Prosopis nigra), chañares (Geoffroea decorticans), retamos (Cytisus), tuscas (Acacia aroma), varios tipos de jarillas, entre ellas la crespa (Larrea nitida), la macho (Larrea cuneifolia) y la hembra Larrea divaricata, pichanillas (Senna aphylla), chilcas (Baccharis chilco), palo azul (Cyclolepis genistoides) y zampas (Atriplex lampa).

Las especies de menor tamaño incluyen hierbas aromáticas tales como el incayuyo (Salimenaea integrifolia) y el poleo (Aloysia polystachya).

## Fauna

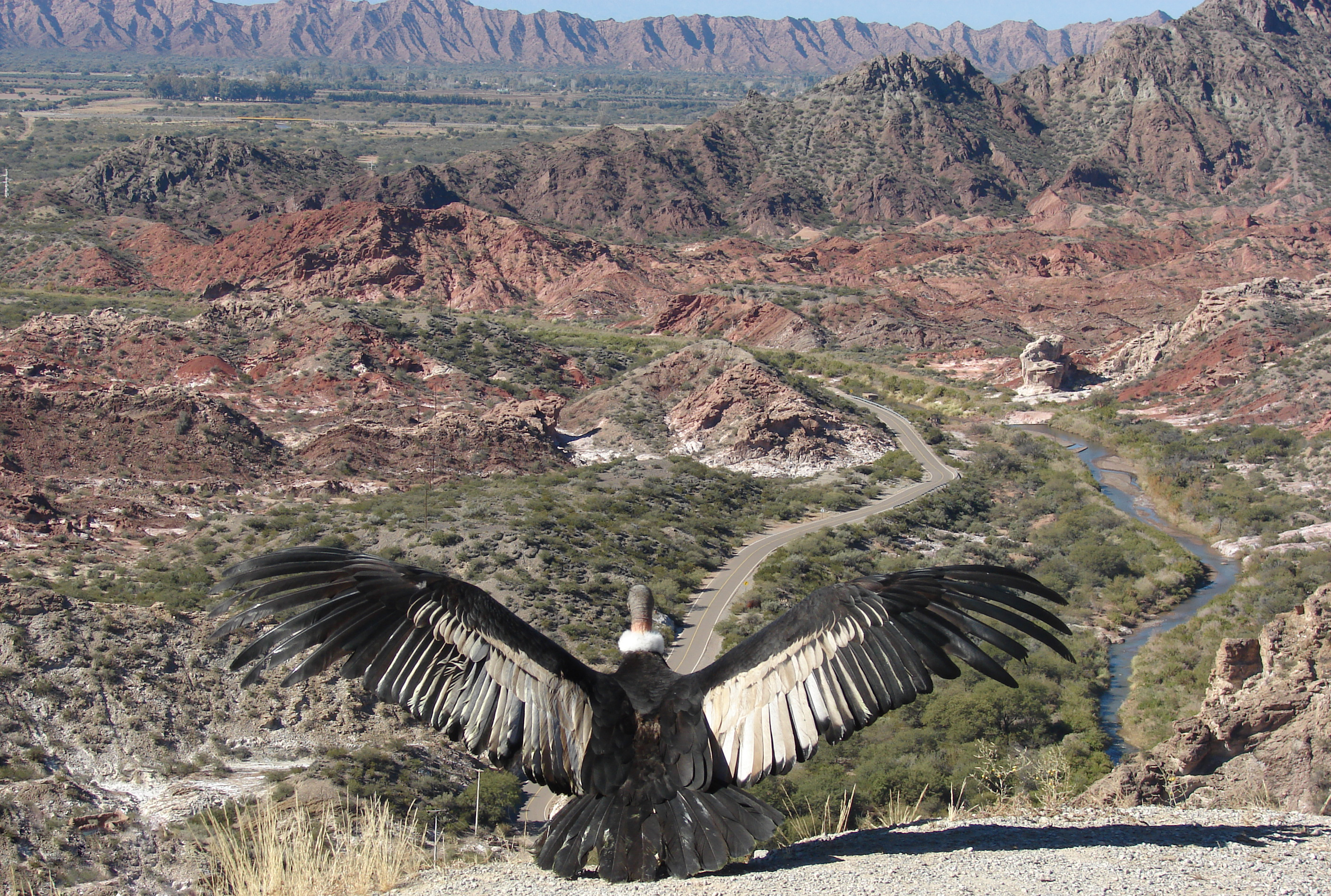
Vista del área protegida en el momento de la liberación de una hembra adulta de cóndor andino (Vultur gryphus).

Los pobladores de la zona la consideran un "santuario de aves" por su riqueza ornitológica.

Entre las diversas especies de aves se encuentran el macá común (Rollandia rolland), el	biguá (Phalacrocorax brasilianus), el jote cabeza colorada (Cathartes aura), cinco tipos de patos, entre ellos el pato colorado (Anas cyanoptera), los picaflores cometa (Sappho sparganurus) y andino (Oreotrochilus leucopleurus), entre otros.

Los pequeños pájaros cantores están ampliamente representados. Se ha registrado la presencia de ejemplares de cortarramas (Phytotoma rutila), suirirí amarillo (Satrapa icterophrys), zorzal chiguanco (Turdus chiguanco), benteveo común (Pitangus sulphuratus), verdón (Embernagra platensis) y pepitero de collar (Saltator aurantiirostris), entre muchos otros.

## Amenazas
Las principales amenazas del área protegida se vinculan al hecho de que sus límites fueron determinados de modo general al momento de la creación.

La ley provincial n.º 7640 a partir de la cual se estableció la protección, definió los límites del área mediante la enumeración de los nombres por los cuales son conocidos los puntos extremos, textualmente: «Al Oeste, Los Lisos; al Este, Cuesta Colorada – Represa de Huaco; al Sur, Alto Las Azucenas y al Norte, Cerro “El Perico” y “Portezuelos Amarillos”».

La imprecisión en cuanto a los límites, sumada a la carencia de un plan de manejo ambiental, impidió el desarrollo eficaz de acciones de supervisión y control. Sin embargo, esta deficiencia solo adquirió relevancia hacia febrero de 2015, cuando una empresa minera inició actividades de exploración tendientes a la explotación de uranio en la zona. Poco tiempo después, las autoridades comunicaron la decisión de impedir el desarrollo de actividades mineras dentro del área protegida.

A partir de este conflicto se iniciaron acciones tendientes a determinar con precisión los límites del área, utilizando coordenadas en reemplazo de los topónimos. Un primer estudio realizado con tecnología adecuada a mediados del 2015 estableció que la superficie real del área es de 14 700 ha., aproximadamente un 50% superior a la superficie hasta el momento mencionada.